# Czyżew-Ruś-Wieś
Czyżew-Ruś-Wieś – wieś w Polsce położona w województwie podlaskim, w powiecie wysokomazowieckim, w gminie Czyżew. 1 stycznia 2011 miejscowość została pozbawiona znacznej części obszaru (59,90 ha), który został włączony do nowo utworzonego miasta Czyżew.
Wierni kościoła rzymskokatolickiego należą do parafii św. Apostołów Piotra i Pawła w Czyżewie.

## Historia
W 1921 r. wyszczególniono:
- folwark Czyżewo-Ruś, gdzie znajdowały się 3 budynki mieszkalne z 79. mieszkańcami (35. mężczyzn i 44 kobiety)
- wieś Czyżewo-Ruś. Było tu 19 budynków z przeznaczeniem mieszkalnym oraz 148. mieszkańców (79. mężczyzn i 69 kobiet). Wszyscy podali narodowość polską[10].